# Пролетарка (Западно-Казахстанская область)
Пролета́рка (каз. Пролетарка) — упразднённое село в Бурлинском районе Западно-Казахстанской области Казахстана. Входило в состав Григорьевского сельского округа. Исключено из учётных данных в 2017 г. Код КАТО — 273647300.

## Население
В 1999 году население села составляло 46 человек (26 мужчин и 20 женщин). По данным переписи 2009 года, в селе проживало 9 человек (6 мужчин и 3 женщины).